# Naceradim Coja

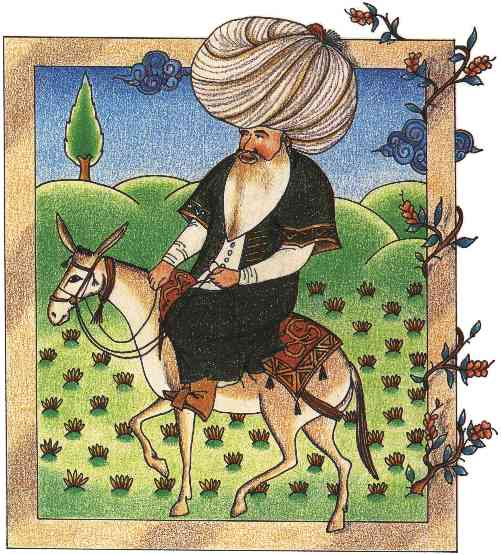
Naceradim

Naceradim ou Nasrudim Coja (em turco: Nasreddin Hoca, em turco otomano: نصر الدين خواجه, em persa: خواجه نصرالدین, em árabe: نصرالدین جحا / ALA-LC: Naṣraddīn Juḥā, em urdu:  ملا نصرالدین ‎, em usbeque:  Nosiriddin Xo'ja, Nasreddīn Hodja, bósnio: Nasrudin Hodža) foi um seljúcida satírico sufi, acredita-se que viveu e morreu durante o século XIII em Akshehir, perto de Cônia, capital do Sultanato de Rum, na atual Turquia. Ele é considerado um filósofo e sábio populista, lembrado por suas histórias engraçadas e anedotas. Ele aparece em milhares de histórias, às vezes espirituoso, às vezes sábio, mas muitas vezes, também, um tolo ou o alvo de uma piada. Uma história Nasreddin geralmente tem um humor sutil e uma natureza pedagógica. A festa internacional de Nasreddin Hodja é celebrada entre 05-10 julho em sua cidade natal a cada ano.

## Contos
As histórias de Naceradim são conhecidas em todo o Oriente Médio e tocaram as culturas ao redor do mundo. Superficialmente, a maioria das histórias de Naceradim podem ser ditas como piadas ou anedotas de humor. Eles são contadas e recontadas eternamente em casas de chá e caravançarás da Ásia e podem ser ouvidos nas casas e nos rádios. Mas é inerente a uma história de Naceradim que possa ser entendida a vários níveis. Não é a piada, seguido por uma moral e, geralmente, o pequeno extra que traz a consciência do potencial místico um pouco mais sobre a forma de realização.